# Daguech doux
Le daguech doux (hébreu : דגש קל daguesh kal ; latin : daguesh lene) ou qashian (קשין) est un signe diacritique de l'alphabet hébraïque, représenté graphiquement par un point au centre de la lettre, et utilisé en grammaire hébraïque pour modifier la prononciation des lettres beth, guimel, dalet, kaf, pe et tav (cet ensemble de lettres est communément désigné par l'acronyme « bega"d kefa"t », בגד כפת).
 דָּג 
Dag (« poisson » en hébreu).
Le point au centre du daleth est un daguech doux.

## Qualité phonétique
En hébreu biblique, les lettres bega"d kefa"t peuvent être prononcées de deux manières : fricative ([v], [ɣ], [ð], [x], [f], [θ]) ou occlusive ([b], [g], [d], [k], [p], [t]). 
Le système de ponctuation massorétique de Tibériade reflète cette modification de prononciation avec un point au centre de la lettre lors du passage d'une fricative à une occlusive. Le daguech doux a donc la fonction inverse du rafè, tombé en désuétude avec l'introduction de l'impression. La dénomination est cependant restée en grammaire hébraïque, et une lettre de la série bega"d kefa"t sans daguech est dite rafè.
| Avec daguech | Avec daguech | Avec daguech     | Avec daguech | Avec daguech | Sans daguech (rafè) | Sans daguech (rafè)     | Sans daguech (rafè) | Sans daguech (rafè) | Sans daguech (rafè) |
| Symbole      | Nom          | Translittération | API          | Exemple      | Symbole             | Nom                     | Translittération    | API                 | Exemple             |
| ------------ | ------------ | ---------------- | ------------ | ------------ | ------------------- | ----------------------- | ------------------- | ------------------- | ------------------- |
| בּ            | bet          | b                | /b/          | beau         | ב                   | vet (ou bet rafè)       | v                   | /v/                 | vache               |
| גּ            | guimel       | g                | /ɡ/          | gare         | ג                   | rhimel (ou guimel rafé) | rh                  | /ɣ/                 | néerl. groot        |
| דּ            | dalet        | d                | /d/          | dos          | ד                   | zalet (ou dalet rafè)   | z                   | /ð/                 | ang. the            |
| ,כּ ךּ         | kaph         | k (ou c)         | /k/          | kangourou    | כ ך                 | khaph (ou kaf rafè)     | kh/ch               | /x/                 | all. Ach            |
| פּ            | pe           | p                | /p/          | peau         | פ ף                 | phe (ou pè rafè)        | ph/f                | /f/                 | famille             |
| תּ            | tav          | t                | /t/          | talent       | ת                   | sav                     | s (ou tav rafè)     | /θ/                 | ang. mouth          |

Ces nuances ont été plus ou moins conservées selon les traditions de prononciation de l'hébreu : l'hébreu yéménite serait le plus proche de la prononciation originelle, bien qu'il prononce le guimel moudgach [dʒ] (comme jet-ski), alors qu'il est prononcé [g] dans les autres traditions ; l'hébreu sépharade différencie entre rhimel [ɣ] et guimel [ɡ], mais ne possède plus qu'un type de prononciation pour le dalet et le tav ; l'hébreu ashkénaze accentue la prononciation du sav, qui de /θ/, est devenu /s/, mais a perdu les alternances du dalet et du kaf. Quant à l'hébreu moderne, seules les mutations des lettres beke"f ont été conservées ([v], [x], [f] sans daguech doux, [b], [k], [p] avec daguech) ; par ailleurs, la distinction avec un daguech dur se fait au moyen de leur environnement phonologique

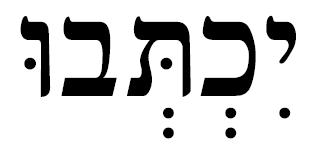
Le shva sous la lettre khaf est quiescens et, en conséquence, la lettre tav qui suit est degoucha ; en revanche, comme le shva sous le tav est mobile, le vet qui suit est rafè (יִכְתְּבוּ est la troisième personne du pluriel du futur du verbe כָּתַב).

## Règles dudaguechdoux
La règle générale est qu'une lettre bega'd kepa"t est rafè après une voyelle, et marquée d'un daguech doux en l'absence de voyelle. 
Elles sont donc rafè après un shva na (shva mobile) ou une voyelle (dans וּבְכָל-הָאָרֶץ ouvekhol haaretz, la lettre vet est rafè car précédée d'une voyelle, et khaf l'est également, du fait du shva mobile qui le précède), et en tête de mot, si le mot précédent leur est lié et termine par une voyelle (dans וַיְהִי-כֵן vayehi-khen, le khaf est rafè, car en tête de mot et précédé d'un mot qui termine par une voyelle).
Elles sont en revanche marquées d'un daguech après un shva na'h (shva quiescens) ou une consonne (par exemple, le dalet de לְהַבְדִּיל lèhavdil), en tête de mot si le mot précédent finit par une consonne (עַל-פְּנֵי ’al-pnei) ou s'il n'est pas lié à lui (וְשֵׁם-הַנָּהָר הַשֵּׁנִי גִּיחוֹן veshem-hanahar hasheni Gihon). 
La règle est légèrement simplifiée en hébreu moderne, et le mot est marqué d'un daguech doux s'il est précédé d'un shva quiescens ou se trouve en début de mot.

## Hypothèses sur l'origine et l'évolution dudaguechdoux
Les chercheurs en linguistique hébraïque s'accordent à penser que l'hébreu originel ne comportait que des consonnes occlusives, mais qu'à un certain stade de son évolution, les consonnes occlusives qui n'étaient ni des consonnes emphatiques ni des consonnes redoublées (marquées dans le système massorétique tibérien par un daguech dur) se sont différenciées et ont acquis une prononciation supplémentaire, fricative, la consonne occlusive subissant une assimilation phonétique avec la voyelle précédente. 
Cependant, certains situent ce processus à la période du Premier Temple, tandis que pour d'autres, il n'a pu avoir lieu avant la fin de la période du Second Temple : en effet, dans la transcription des noms hébraïques dans la Septante, les bega"d sont toujours rendus par {\displaystyle \!\,\beta \gamma \delta } (trois consonnes occlusives) tandis que les kefa"t le sont par {\displaystyle \!\,\chi \phi \theta } (trois consonnes fricatives) ; ceci semble témoigner d'un processus encore inachevé à cette époque. 

Par ailleurs, une dispute académique porte sur la question de savoir si les consonnes avec ou sans daguech étaient considérées comme des phonèmes différents (comme c'est le cas en hébreu moderne, où la prononciation d'un mot avec ou sans daguech peut en changer le sens) ou s'il s'agissait d'allophones.
La perte de ces nuances de prononciation semble être en tout cas ultérieure et lors de la période médiévale de l'hébreu, Saadia Gaon (882 - 942) avait écrit un traité sur le daguech et le rafè.